# هيروشي ميكامي
هيروشي ميكامي (باليابانية: 三上博史 ) (و. 1962 – م) هو ممثل، ومغني، من اليابان، ولد في طوكيو.

## اعماله

### افلام
- فراشة خطافية الذيل (1996)

## وصلات خارجية
- هيروشي ميكامي على موقع IMDb (الإنجليزية)
- هيروشي ميكامي على موقع ألو سيني (الفرنسية)
- هيروشي ميكامي على موقع ميوزك برينز (الإنجليزية)
- هيروشي ميكامي على موقع أول موفي (الإنجليزية)
- هيروشي ميكامي على موقع ديسكوغز (الإنجليزية)
- هيروشي ميكامي على موقع قاعدة بيانات الفيلم (الإنجليزية)
- هيروشي ميكامي على موقع كينوبويسك (الروسية)